# Phrygilus plebejus
Phrygilus plebejus là một loài chim trong họ Thraupidae.